# 彭建兵
彭建兵（1953年4月—），湖北麻城人，中国工程地质与灾害地质专家，长安大学教授。2019年当选为中国科学院院士。

## 生平
1978年毕业于武汉地质学院，获工学学士学位。1999年毕业于西安工程学院，获博士学位。
2015年获第十四届李四光地质科学奖教师奖。